# زلزال تشينو هيلس 2008
زلزال تشينو هيلس 2008 هو زلزالٌ وقعَ في تشينو هيلس، سان بيرناردينو، كاليفورنيا في الولايات المتحدة بتاريخ 29 يوليو 2008.